# Eduardo Kapstein
Eduardo Guillermo Kapstein Suckel, detto Lalo (Santiago del Cile, 28 marzo 1914 – Providencia, 13 febbraio 1997), è stato un cestista cileno.

## Carriera
Con il Cile ha disputato 3 partite alle Olimpiadi del 1936 (9º posto) e 8 alle Olimpiadi del 1948 (6º posto).